# North Ambersham
North Ambersham var en civil parish från 1866 till 1972 då den blev en del av Fernhurst, i grevskapet Sussex (nu West Sussex), i England. Civil parish var belägen 10 km från Petworth och hade 176 invånare år 1971.